# 2MASSW J0920122+351742
| 2MASSW J0920122+351742                                  | 2MASSW J0920122+351742 |
| ------------------------------------------------------- | ---------------------- |
| Beobachtungsdaten Äquinoktium: J2000.0, Epoche: J2000.0 |                        |
| Sternbild                                               | Lynx                   |
| Rektaszension                                           | 09h 20m 12,2s          |
| Deklination                                             | +35° 17′ 43″           |
| Andere Bezeichnungen                                    |                        |
| 2MASS J09201223+3517429 • 2MASS J0920+3517AB            |                        |

Bei 2MASSW J0920122+351742 (auch mit 2MASS J09201223+3517429 oder 2MASS J0920+3517AB bezeichnet) handelt es sich vermutlich um ein Dreifachsystem. Spektroskopisch lässt sich das System in zwei Komponenten mit den ungefähren Spektralklassen L5.5 und L9.0 trennen. Aufgrund der Massenabschätzung der leuchtschwächeren Komponente ist jedoch davon auszugehen, dass es sich bei dieser selbst wieder um ein bisher nicht aufgelöstes Doppelsystem handelt.